# Michał Puzyński
Michał Puzyński (ur. 1875, zm. ?) – polski szlachcic, kapitan w Armii Imperium Rosyjskiego, syn Franciszka, brat Włodzimierza (1877–1931, pułkownika) i Aleksandra (1882–1925, prokuratora). 
Odznaczony w dniu 28 lipca 1916 Orderem Św. Jerzego IV klasy za wybitne odznaczenie się w boju jako oficer Białej Armii. Krewny Antonina Puzyńskiego.